# Administrația Brașovului
Administrația publică brașoveană s-a împletit și s-a dezvoltat o dată cu orașul, primele elemente ale acesteia fiind regăsite în documente încă de la 1342.

## Istoric

### Perioada medievală și modernă
Din secolul XIV și până în secolul XIX, structura administrației brașovene a rămas aproape neschimbată, de-a lungul timpului fiind adăugate doar instituții sau mai mulți membri în acestea, corespunzător dezvoltării populației. Principala organizație, care administra nu numai cetatea Brașovului, dar și cartierele din afara ei, comunele dependente direct de oraș (Bod, Ghimbav, Hărman, Sânpetru) și cele treisprezece localități cu populație săsească din Țara Bârsei care formau Districtul Brașov, este Magistratul (Sfatul orașului). Prima listă completă a Magistratului datează din 1397. Acesta era alcătuit din:
- Judele orașului, sau Judele primar („judex civitatis”), menționat prima dată la 1358, și mai apoi la 1360. El corespundea, în structura administrativă actuală, primarului. Reprezenta capul orașului, și investea în funcție Villicul, ales mai întâi de către Centumviri. printre cei mai cunoscuți juzi ai orașului se numără Johann Benkner și Michael Weiss.

Structura administrației publice brașovene

- Villicul, ales de cei 100 de bărbați ai orașului. A fost menționat prima dată în 1353. Se presupune că, înainte de înființarea Comunității centumvirale, era ales de către senatori, sau chiar numai de către jude. Villicul se ocupa de conducerea economiei orășenești. Prin statutul orășenesc din 1557, s-a creat funcția de Jude al târgului („Mark-Richter”), numit și subordonat Villicului. Activitatea acestuia a fost reglementată în 1673, printr-un nou statut privitor la activitatea comercială. În 1713, Judele târgului Simon Christophori a întocmit primul registru al funcției sale, în care a înregistrat toate actele normative privitoare la atribuțiile sale de serviciu. După ce instrucțiunile de serviciu ale Judelui de târg au fost modificate ultima dată la sfârșitul secolului al XVIII-lea, prin „Statutul orășenesc” din 1878, atribuțiile de supraveghere a comerțului au fost preluate de către Comisariatul de târg, aflat în subordinea Căpitanului orașului.
- Senatorii sau Jurații („cives juratii”), inițial patru, mai apoi 16 (probabil corespunzător celor patru cartiere ale cetății: Portica, Corpus Christi, Catharina și Petri). Au fost menționați prima dată în 1342 (4), mai apoi la 1353, urmând ca din 1397 să fie menționați 16 oameni. Senatorii erau numiți de către judele primar și villic, mai apoi urmând să fie confirmați de către Comunitatea centumvirală.

Din 1491 este menționată o comunitate, pe lângă Magistratul orașului, numită în 1495 Comunitate centumvirală. Aceasta era alcăturită din 100 de bărbați ai orașului, câte 25 din fiecare cvartal (cartier al cetății). Centumvirii erau aleși de către Magistrat și aveau, printre altele, atribuțiunea de a numi, dintre Senatori, pe noul Jude al orașului și pe Villic.
Ordinea în oraș era menținută de către Căpitanul orașului (directorul Poliției), iar Armata era alcătuită din breslași, care aveau spre apărare câte un punct al fortificațiilor brașovene. Fiecare poartă a cetății avea, la rândul ei, un căpitan însărcinat cu paza, care dispunea de câțiva oameni în subordine (spre exemplu opt oameni la Poarta Vămii).
În 1420 este menționată și Adunarea Districtului Brașov, care se compunea din membrii ai celor 13 comune săsești aparținătoare de acesta și ai celor patru comune dependente de Brașov.
Alegerile pentru conducerea orașului se desfășurau astfel: Magistratul numea noii Centumviri, care la rândul lor își alegeau, dintre senatori, Judele primar și Villicul. Apoi, Judele și Villicul își alegeau Senatorii, care trebuiau confirmați ulterior de către Comunitatea centumvirală.